# Болівіан
Болівіан (рос. боливиан; англ. bolivian; нім. Bolivian) — мінерал, сульфосіль срібла і стибію.

## Загальний опис
Хімічна формула: Ag2Sb12S19.
Сингонія ромбічна.
Спайність ясна.
Густина 4,82-4,828.
Твердість 3.
Колір сталево-сірий.
Блиск напівметалічний.